# Copy (publicação)
Na publicação, propaganda e áreas relacionadas, copy refere-se ao material escrito, em contraste com fotografias ou outros elementos de layout, em livros, revistas, jornais e propaganda.
Na propaganda, o termo "copy" significa o resultado dos copywriters, que são empregados para escrever material que incentiva os consumidores a comprar bens ou serviços.
Nos jornais e revistas, o corpo do texto (q.v.) é o principal artigo ou texto pelo qual os escritores são responsáveis, em contraste com o display copy, material acompanhante, como manchetes e legendas, que geralmente são escritos por editores de texto ou subeditores.
Em livros, significa o texto (manuscrito, datilografado) como escrito pelo autor, que o editor de texto então prepara para a composição e impressão. Isso também é referido como copy editorial, que diz ter duas subdivisões, o corpo do texto e os complementos do corpo do texto. O uso do termo pode ser demonstrado na forma como um editor decide incorporar um material de propaganda diretamente ao texto editorial, o que significa que o anúncio usaria a mesma fonte, layout e apresentação do texto editorial ao qual está sendo integrado (ou não, conforme o caso). Esse conceito destaca como a "copy" também pode se referir à identidade do jornal ou da revista, já que o método de composição e layout pode definir sua marca e posicionamento.